# Prince Segbefia
Kossi Prince Segbefia (ur. 11 marca 1991 w Lomé) – togijski piłkarz grający na pozycji pomocnika. Reprezentant Togo.

## Kariera piłkarska

### Kariera klubowa
Wychowanek klubu Sporting Club de Lomé w którym rozpoczął karierę piłkarską. W 2009 przeszedł do Al-Ain FC. Od sezonu 2010/11 zawodnik francuskiego klubu AJ Auxerre. 31 lipca 2014 podpisał kontrakt z ukraińską Zorią Ługańsk. 3 marca 2015 opuścił ługański klub. Następnie występował w tureckich klubach Elazığspor i Göztepe SK.    
17 stycznia 2018 podpisał kontrakt z tureckim klubem Gazişehir Gaziantep FK, umowa do 30 czerwca 2020. 
| Sezon   | Klub       | Kraj    | Rozgrywki | Mecze | Bramki | Rozgrywki Europy   | Mecze | Bramki |
| ------- | ---------- | ------- | --------- | ----- | ------ | ------------------ | ----- | ------ |
| 2010/11 | AJ Auxerre | Francja | Ligue 1   | 4     | 0      | Liga Mistrzów UEFA | 0     | 0      |
| 2011/12 | AJ Auxerre | Francja | Ligue 1   | 15    | 0      | -                  | -     | -      |
| 2012/13 | AJ Auxerre | Francja | Ligue 2   | 20    | 0      | -                  | -     | -      |

Stan na: 1 lipca 2013

## Kariera reprezentacyjna
W reprezentacji Togo zadebiutował 4 września 2011 przeciwko reprezentacji Botswany.